# Szkoła (budynek)
Ten artykuł należy dopracować:

przedstawiono sytuację tylko z polskiej perspektywy – artykuł powinien być przekrojowy.
Pomóż go poprawić. 

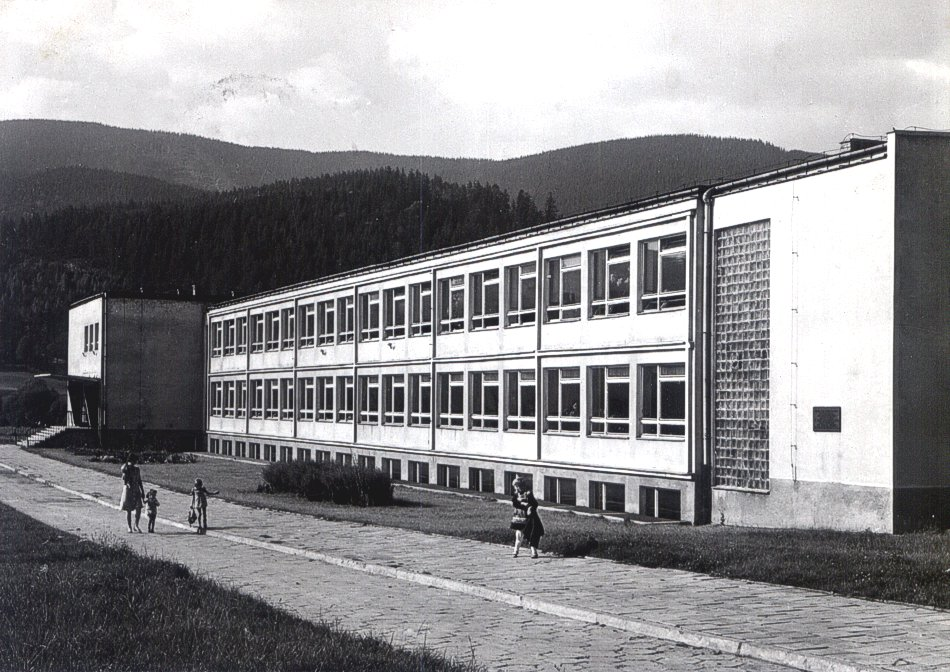
Szkoła tysiąclecia w Węgierskiej Górce (1961)

Na gruncie polskiego prawa budynków, w których mieszczą się szkoły, dotyczą wymagania projektowe określone w rozporządzeniach Ministra Infrastruktury i Budownictwa. Na podstawie tego rozporządzenia budynek szkoły jest budynkiem użyteczności publicznej oraz rozporządzenia Ministra Edukacji Narodowej i Sportu.

## Historia szkolnych budynków
Od chwili uzyskania przez Polskę niepodległości dostrzec można znaczną ewolucję idei przewodnich, mających stanowić podstawę prawną sieci szkół powszechnych. W pierwszym akcie prawnym, dotyczącym zagadnienia sieci, w „Dekrecie o obowiązku szkolnym” z dnia 7 lutego 1919, mającym moc obowiązującą dla ówczesnych ziem byłego zaboru rosyjskiego, czytamy w początkowych artykułach co następuje (por. Dziennik Urzędowy Ministerstwa Wyznań Religijnych i Oświecenia Publicznego, Rok II Nr. 2, Warszawa, 15. II. 1919):
- Art. 1. Wykształcenie w zakresie szkoły powszechnej jest obowiązkowe dla wszystkich dzieci w wieku szkolnym.
- Art. 2. Szkoły powszechne będą tworzone w takiej liczbie, aby wszystkie dzieci w wieku szkolnym mogły korzystać z nauki.
- Art. 3. W każdej miejscowości, w której liczba dzieci w wieku od lat 7 do 14 włącznie wynosi w ciągu po sobie następujących 3 lat co najmniej 40, gmina jest obowiązana założyć szkołę powszechną.
- Art. 4. Jeżeli w danej miejscowości niema 40 dzieci w wieku od lat 7 do 14, w takim razie łączy się ona w celu założenia osobnej szkoły z sąsiednią miejscowością, względnie z sąsiednimi miejscowościami tej samej gminy tak, aby liczba dzieci w połączonych miejscowościach wynosiła co najmniej 40. Utworzony w ten sposób rewir szkolny nie może mieć więcej jak 3 kilometry w promieniu. Rewiry szkolne tworzone będą przez Rade Szkolną Okręgową na wniosek Inspektora po wysłuchaniu opinii Dozoru Szkolnego.

„Ustawa o zakładaniu i utrzymywaniu publicznych szkół powszechnych”, uchwalona wraz z „Ustawą o budowie publicznych szkół powszechnych” przez Sejm Ustawodawczy w dn. 17.11.1922 r. Ustawę tę mając moc prawną dla całej Rzeczypospolitej, powtarzamy poniżej w całości (por. Dziennik Urzędowy Ministerstwa W.R. i O. P., Rok V, Nr. 12181, Warszawa, 9.1 V. 1922). USTAWA o zakładaniu 1 utrzymywaniu publicznych szkół powszechnych.:
- Art. 1. Obowiązek zakładania i utrzymywania publicznych szkól powszechnych, przewidzianych w planie sieci szkolnej, ciąży na Państwie i na gminie.
- Art. 2. Plan sieci szkolnej oraz wszelkie w nim zmiany opracowuje inspektor szkolny przy współudziale organów samorządu szkolnego na obszarze gminy, zatwierdza zaś je na podstawie opinii rady szkolnej powiatowej kurator okręgu szkolnego.

## Wykonanie budynku
Budynek szkolony powinien być zaprojektowany i wykonany z takich materiałów i wyrobów oraz w taki sposób, aby nie stanowił zagrożenia dla higieny i zdrowia użytkowników, w szczególności w wyniku:
1. wydzielania się gazów toksycznych,
2. obecności szkodliwych pyłów lub gazów w powietrzu,
3. niebezpiecznego promieniowania,
4. zanieczyszczenia lub zatrucia wody lub gleby,
5. nieprawidłowego usuwania dymu i spalin oraz nieczystości i odpadów w postaci stałej lub ciekłej,
6. występowania wilgoci w elementach budowlanych lub na ich powierzchniach,
7. niekontrolowanej infiltracji powietrza zewnętrznego,
8. przedostawania się gryzoni do wnętrza,
9. ograniczenia nasłonecznienia i oświetlenia naturalnego.

Z reguły budynki szkolne należą do kategorii niskich i średniowysokich, w których co najmniej jedna kondygnacja nadziemna z pomieszczeniami znajduje się powyżej 12 m ponad poziomem terenu. Klasy szkolne i pracownie określa się mianem pomieszczeń przeznaczonych na stały pobyt ludzi, w których przebywanie tych samych osób w ciągu doby trwa dłużej niż 4 godziny.
Pomieszczenia przeznaczone do zbiorowego przebywania dzieci w żłobku, przedszkolu i szkole, z wyjątkiem pracowni chemicznej, fizycznej i plastycznej, powinny mieć zapewniony czas nasłonecznienia co najmniej 3 godziny w dniach równonocy (21 marca i 21 września) w godzinach 08:00–16:00.

## Wymagania ogólne dla budynku szkolnego
Budynek szkolny, jego układ funkcjonalny i przestrzenny, ustrój konstrukcyjny oraz rozwiązania techniczne i materiałowe elementów budowlanych powinny być zaprojektowane i wykonane w sposób odpowiadający wymaganiom wynikającym z jego usytuowania i przeznaczenia. Powinien być zaopatrzony co najmniej w wodę do spożycia przez ludzi oraz do celów przeciwpożarowych. W razie braku sieci wodociągowej, w szkole i placówce zapewnia się inne źródło wody spełniającej wymagania dla wody zdatnej do picia. Jeśli niektóre pomieszczenia wyposażone są w natryski lub umywalki, powinny mieć indywidualną lub centralną instalację ciepłej wody.
Budynek szkolny średniowysoki powinien być wyposażony w dźwigi osobowe, do których osoby niepełnosprawne miałyby dojazd z poziomu terenu i dostęp na wszystkie kondygnacje użytkowe. Także powinna być wybudowana pochylnia, po której osoby jeżdżące na wózkach mogłyby dotrzeć bez przeszkód do budynku. Kabina dźwigu osobowego dostępna dla osób niepełnosprawnych powinna mieć szerokość co najmniej 1,1 m i długość 1,4 m, poręcze na wysokości 0,9 m oraz tablicę przyzywową na wysokości od 0,8 do 1,2 m w odległości nie mniejszej niż 0,5 m od naroża kabiny z dodatkowym oznakowaniem dla osób niewidomych i informacją głosową. Różnica poziomów podłogi kabiny dźwigu, zatrzymującego się na kondygnacji użytkowej, i posadzki tej kondygnacji przy wyjściu z dźwigu nie powinna być większa niż 0,02 m. Ten nakaz, należy stwierdzić, jest spełniany tylko w szkołach budowanych w ostatnich latach. W nowo wznoszonym niskim budynku szkolnym należy zainstalować urządzenia techniczne, zapewniające dostęp na kondygnacje z pomieszczeniami użytkowymi, z których muszą korzystać uczniowie niepełnosprawni.
Schody wyposaża się w balustrady z poręczami zabezpieczonymi przed ewentualnym zsuwaniem się po nich. Stopnie schodów nie mogą być śliskie. Otwartą przestrzeń pomiędzy biegami schodów zabezpiecza się siatką lub w inny skuteczny sposób.
Budynek szkolny powinien być wyposażony w instalację wodociągową, a także mieć zapewnione odprowadzenie ścieków bytowo-gospodarczych. Powstające w trakcie funkcjonowania szkoły odpady i nieczystości stałe powinny mieć miejsca przystosowane do czasowego gromadzenia tych odpadów i nieczystości, usytuowane w samym budynku lub w jego otoczeniu.
Budynek szkolny powinien być wyposażony w instalacje (urządzenia) do ogrzewania pomieszczeń w okresie obniżonych temperatur, umożliwiające utrzymanie temperatury powietrza wewnętrznego odpowiedniej do ich przeznaczenia (18 st. C) oraz odpowiednią wentylację nawiewno – wywiewną. Jeśli szkoła przygotowuje posiłki dla uczniów musi być zaopatrywana w gaz z sieci gazowej, baterii butli lub zbiorników stałych gazu płynnego.
Odpowiednio do potrzeb wynikających z przeznaczenia, budynek powinien być wyposażony w wewnętrzną instalację elektryczną oraz w instalację chroniącą od wyładowań atmosferycznych.

## Oświetlenie i nasłonecznienie
Pomieszczenia szkolne powinny mieć zapewnione oświetlenie dzienne, dostosowane do ich przeznaczenia, kształtu i wielkości. Dopuszcza się oświetlenie pomieszczenia wyłącznie światłem sztucznym, jeżeli jest to uzasadnione celowością funkcjonalną, np. pracowni – ciemni fotograficznej. Oświetlanie pomieszczeń wyłącznie światłem sztucznym, nawet jeśli dotyczy to tylko kilku pracowni wymaga zawiadomienia inspektora sanitarnego, który wydaje zgodę na takie rozwiązanie w porozumieniu z właściwym okręgowym inspektorem pracy. Bierze się tu pod uwagę fakt, że w takim pomieszczeniu przez kilka godzin dziennie będzie pracował nauczyciel lub instruktor prowadzący zajęcia. Oczywiste jest, że budynek musi być zaopatrzony w oświetlenie światłem sztucznym. Powinno ono odpowiadać potrzebom użytkowym i spełniać wymagania Polskiej Normy dotyczącej oświetlenia wnętrz światłem elektrycznym i zapewniać odpowiednie warunki użytkowania całej jego powierzchni.
Oświetlenie światłem sztucznym połączonych ze sobą pomieszczeń (klas) przeznaczonych na pobyt ludzi oraz do ruchu ogólnego (komunikacji) nie powinno wykazywać różnic natężenia, wywołujących olśnienie przy przejściu między tymi pomieszczeniami.
Pomieszczenia szkolne, z wyjątkiem pracowni chemicznej, fizycznej i plastycznej, powinny mieć zapewniony czas nasłonecznienia co najmniej 3 godziny w dniach równonocy (21 marca i 21 września) w godzinach 08:00-16:00.

## Wejścia do budynku i klas

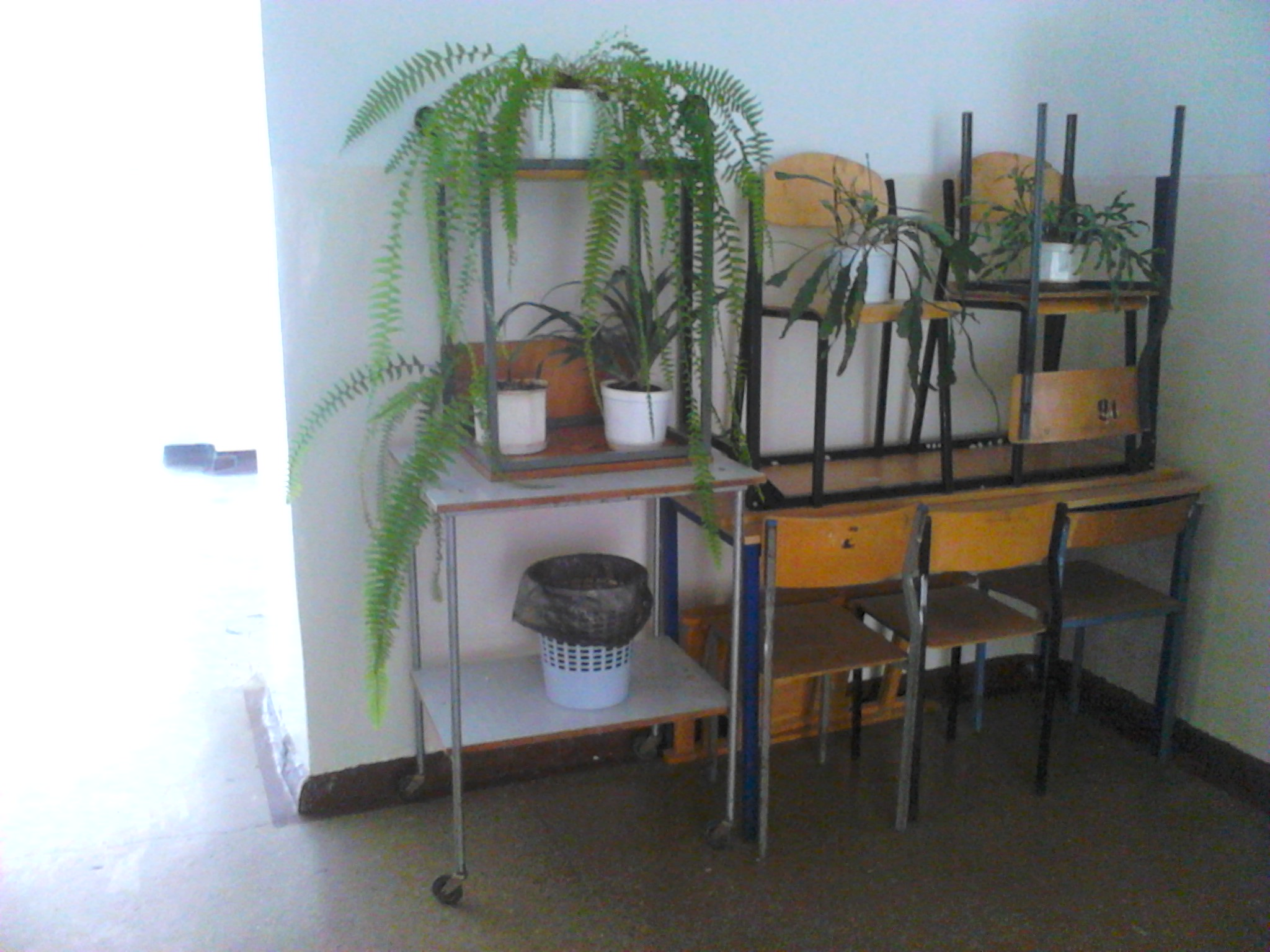
Umeblowanie klasy ze standardowej szkoły: dwuosobowe stoły, krzesła, stoliki na kółkach, kosz na śmieci oraz rośliny doniczkowe

Położenie drzwi wejściowych do budynku szkoły oraz kształt i wymiary pomieszczeń wejściowych powinny umożliwiać dogodne warunki ruchu, w tym również osobom niepełnosprawnym.
Drzwi wejściowe do budynku i ogólnodostępnych pomieszczeń użytkowych oraz do klas powinny mieć w świetle ościeżnicy co najmniej: szerokość 0,9 m i wysokość 2 m. W przypadku zastosowania drzwi zewnętrznych dwuskrzydłowych szerokość skrzydła głównego nie może być mniejsza niż 0,9 m. W wejściach do ogólnodostępnych pomieszczeń użytkowych mogą być zastosowane drzwi obrotowe lub wahadłowe, pod warunkiem usytuowania przy nich drzwi rozwieranych lub rozsuwanych, przystosowanych do ruchu osób niepełnosprawnych. W drzwiach wysokość progów nie może przekraczać 20 mm. Wejścia z zewnątrz należy chronić przed nadmiernym dopływem chłodnego powietrza przez zastosowanie przedsionka, kurtyny powietrznej lub innych rozwiązań nieutrudniających ruchu. Wymagania te nie dotyczą dodatkowych wejść nieprzewidzianych do stałego użytkowania.
Wejście do budynku powinno mieć elektryczne oświetlenie zewnętrzne.

## Teren szkoły

### Granica szkoły
Naczelny Sąd Administracyjny – Ośrodek Zamiejscowy w Białymstoku zauważył, że: „gdy chodzi o pojęcie czy definicję «obiektu szkoły» jako obiektu chronionego, nie można mieć wątpliwości, iż chodzi tu nie tylko o budynek szkoły, ale także teren wokół, czy przy szkole, z którego korzystają uczniowie gimnazjum (boisko, trawniki, place gier). Stąd w istocie granica obiektów takich jak szkoła jest równoznaczna z granicą posesji, na której usytuowany jest budynek szkoły. (…) Stąd granica szkoły jako obiektu chronionego jest równoznaczna z granicą posesji, terenu na którym znajduje się budynek szkoły i inne urządzenia służące uczniom do rekreacji i sportu”.

### Teren biologicznie czynny
Na działkach budowlanych przeznaczonych pod budynki oświaty co najmniej 25% powierzchni działki należy urządzić jako powierzchnię terenu biologicznie czynnego (pokrytego zielenią). Znaczną część powierzchni działki powinno stanowić boisko, odpowiednio przygotowane do prowadzenia zajęć sportowych.

### Ochrona terenu szkoły
Teren wokół szkoły powinien być ogrodzony i zabezpieczony przed dostępem niepowołanych osób. Ogrodzenie nie może stwarzać zagrożenia dla bezpieczeństwa ludzi i zwierząt. Nie wolno na nim umieszczać na wysokości mniejszej niż 1,8 m ostro zakończonych elementów, drutu kolczastego, tłuczonego szkła oraz innych podobnych wyrobów i materiałów. Bramy i furtki w ogrodzeniu nie mogą otwierać się na zewnątrz działki i mieć progów utrudniających wjazd osób niepełnosprawnych na wózkach inwalidzkich. Szerokość bramy powinna wynosić w świetle co najmniej 2,4 m, a w przypadku zastosowania furtki jej szerokość powinna być nie mniejsza niż 0,9 m (na drodze pożarowej szerokości te regulują przepisy odrębne dotyczące ochrony przeciwpożarowej).
Na terenie szkoły i placówki zapewnia się właściwe oświetlenie, równą nawierzchnię dróg, przejść i boisk oraz instalację do odprowadzania ścieków i wody deszczowej. Otwory kanalizacyjne, studzienki i inne zagłębienia na terenie szkoły lub placówki zakrywa się odpowiednimi pokrywami lub trwale zabezpiecza w inny sposób. Szlaki komunikacyjne wychodzące poza teren szkoły i placówki zabezpiecza się w sposób uniemożliwiający bezpośrednie wyjście na jezdnię. W miarę możliwości szlaki komunikacyjne kieruje się na ulicę o najmniejszym natężeniu ruchu. W razie opadów śniegu przejścia na terenie szkoły i placówki oczyszcza się ze śniegu i lodu oraz posypuje piaskiem.
Zdaniem Wojewódzkiego Sądu Administracyjnego w Warszawie ustalone przez Gminną Komisję Rozwiązywania Problemów Alkoholowych odległości pomiędzy punktami sprzedaży napojów alkoholowych a szkołami powinny być mierzone wzdłuż osi dróg publicznych, przy których są one usytuowane, nie zaś przez nieruchomości należące do osób prywatnych.